# Роберт Фултон
Ро́берт Фу́лтон (англ. Robert Fulton; 14 листопада, 1765, округ Ланкастер, штат Пенсільванія — 24 лютого, 1815, Нью-Йорк) — американський інженер і винахідник, творець першого пароплава.

## Молоді роки

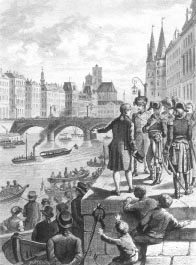
Фултон представляє перший пароплав Наполеону Бонапарту в 1803 р.

У віці 12 років захопився паровими двигунами і відвідав Вільяма Генрі — депутата від його рідного округу Ланкастер, який познайомився з паровим двигуном Ватта під час візиту в Англію. Генрі згодом виготовив свій власний паровий двигун і 1763 року (за два роки до народження Фултона) намагався використати цей двигун на човні, який згодом потонув.
У 14 років Роберт успішно випробував човен з колісним двигуном.
Досягнувши повноліття, Фултон 1786 року поїхав до Англії, де вивчав живопис і архітектуру. Там він зустрів Джеймса Рамсея, який позував для портрета в студії Бенджаміна Веста, де навчався Фултон.
Вже в 1793 році Фултон представив плани побудови пароплава урядам США і Великої Британії.
1797 — переїхав у Францію, де експериментував з торпедами, а 1800 року представив Наполеону «Наутілус» — практичну модель гвинтового підводного човна з ручним двигуном. Того ж року, на прохання посла США Роберта Лівінгстона, почав експерименти з паровими двигунами.

## Перший комерційний пароплав

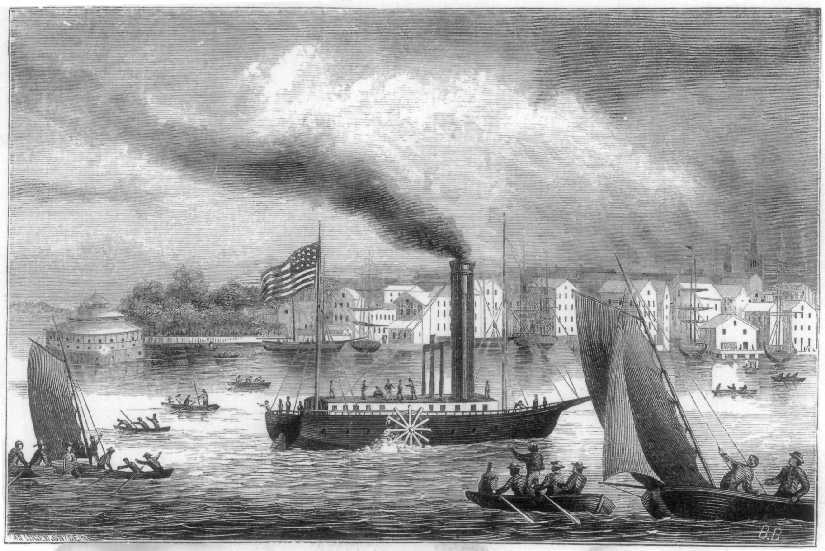
«Монстр Фултона», Клермонт (Clermont) або Пароплав Північної Річки (North River Steamer)

1803 — парове судно конструкції Фултона (довжина — 20 м; ширина — 2,4 м) пройшло випробування на Сені, досягнувши швидкості 3 вузлів проти течії.
1807 — у США збудував перший пасажирський пароплав Clermont («Пароплав Північної Річки»)
11 лютого 1809 р. — запатентував свій пароплав
1812–1814 — збудував перший військовий корабель з паровим двигуном.

## Вислови про Фултона
- Т. Шевченко:

| „Великий Фултон! І великий Ватт! Ваше молоде, не щоднини, а щогодини зростаюче дитя невдовзі поглине батоги, престоли і корони...” |